# Protection universelle maladie
« CMU » redirige ici. Pour les autres significations, voir CMU (homonymie).
La couverture maladie universelle complémentaire (CMU-C) a été remplacée depuis 2019 par la Complémentaire santé solidaire (C2S). Les personnes résidant en France de manière irrégulière peuvent bénéficier de l'aide médicale d'État (AME).
La protection universelle maladie (PUMa), qui remplace la couverture maladie universelle (CMU), est une protection sociale française qui ouvre droit aux remboursements de soins aux mêmes conditions que les autres assurés sociaux, à toute personne travaillant ou résidant en France de manière régulière et stable et qui n’est pas déjà couverte par un autre régime obligatoire d’assurance maladie[réf. nécessaire]. La protection universelle maladie est entrée en vigueur le 1er janvier 2016.

## Historique
La sécurité sociale, lors de sa création en 1945, réserve l’assurance maladie aux travailleurs et à leur famille. Puis deux lois de 1975 et 1978 suppriment toute condition d'activité professionnelle pour ouvrir droit aux prestations familiales, et qui pose le principe en assurance vieillesse de l'affiliation obligatoire de toutes les personnes ayant une activité professionnelle,,.

### 2000: Couverture maladie universelle
En 1999, entre 150 000 à 200 000 personnes ne bénéficient pas de l'assurance maladie obligatoire, et 6 millions et demi n'ont pas de couverture complémentaire, pour pallier cela, certains départements avaient mis en place des systèmes d'aide médicale gratuite, et il existait un système d’assurance personnelle, dont les cotisations étaient payées par les assurées ou bien prises en charge par les prestations familiales ou l'aide sociale.
La Couverture maladie universelle reprend pour l'essentiel les conclusions d'un travail de recherche mené par ATD Quart Monde. Le Gouvernement Juppé avait quant à lui lancé en 1995 l'idée d'une « assurance maladie universelle ».
C’est un des grands chantiers du gouvernement Lionel Jospin et de sa ministre Martine Aubry. L'un des principaux rapporteurs de cette loi a été Jean-Claude Boulard, député du département de la Sarthe à l'époque.
La loi du 27 juillet 1999 crée la CMU dite de base (Couverture maladie universelle) ainsi que la Couverture maladie universelle complémentaire (CMU-C). Elle est entrée en vigueur le 1er janvier 2000.
« Il est créé, pour les résidents de la France métropolitaine et des départements d'outre-mer, une couverture maladie universelle qui garantit à tous une prise en charge des soins par un régime d'assurance maladie, et aux personnes dont les revenus sont les plus faibles le droit à une protection complémentaire et à la dispense d'avance de frais. »
— Article premier de la loi du 27 juillet 1999
La CMU de base permet l’accès à l’assurance maladie pour toute personne de nationalité française ou étrangère, résidant en France depuis plus de trois mois de manière stable et régulière, avec ou sans domicile fixe et qui n’est pas déjà couverte par un régime de Sécurité sociale. Elle est gratuite pour les assurés ayant un revenu annuel inférieur à un plafond déterminé, les autres devant s’acquitter d’une cotisation de 8 % de la part de leurs revenus fiscaux supérieure à ce plafond.
La CMU-C complète ce dispositif pour les personnes qui disposent de faibles ressources en permettant la prise en charge des frais de santé restants à leur charge.
La moyenne des effectifs sur les 12 mois de 2012 faisait état de 2,22 millions de personnes bénéficiant de la CMU de base et 4,42 millions bénéficiant de la CMU-C.
Le département français de Mayotte, ainsi que la collectivité d'outre-mer de Saint-Pierre-et-Miquelon ne sont pas inclus dans ces deux dispositifs.
En 2012, deux millions de personnes bénéficient de la CMU de base, et parmi ceux-ci, entre 50 000 et 60 000 personnes, dont les ressources excèdent le plafond, paient une cotisation. Les trois quarts des bénéficiaires de la CMU de base sont allocataires du revenu de solidarité active socle.

### 2016: Protection universelle maladie
La protection universelle maladie (PUMa) est créée au 1er janvier 2016, et évoquée une seule fois dans le Code de la sécurité sociale (dans l'article L200-1). Elle remplace la CMU de base.
« Toute personne travaillant ou, lorsqu'elle n'exerce pas d'activité professionnelle, résidant en France de manière stable et régulière bénéficie, en cas de maladie ou de maternité, de la prise en charge de ses frais de santé […] »
— Premier alinéa de l'article L160-1 du code de la Sécurité sociale créé par la loi du 21 décembre 2015
Cette réforme permet la simplification des démarches (il y a moins de justificatifs à apporter) et d’éviter les ruptures de droit : en cas de perte d’activité ou de changement de situation professionnelle, le régime d’assurance est prolongé. Enfin chaque personne majeure est assurée à titre individuel, le statut d’ayant-droit disparaît,.
Le 1er novembre 2019, la CMU-C est remplacée par la Complémentaire santé solidaire (C2S), qui englobe également désormais l’ancienne Aide au paiement d'une complémentaire santé (ACS).

## Population couverte
La prise en charge des frais de santé en cas de maladie et de maternité est assurée :
- pour les personnes relevant d'un régime de sécurité sociale au titre de leur activité professionnelle, par les organismes chargés de la gestion des régimes obligatoires auxquelles elles sont affiliées pour le service des prestations d'assurance sociale.
- pour les personnes titulaires d'une pension, d'une rente ou d'une allocation qui n'exercent pas d'activité professionnelle, par les organismes qui assurent la prise en charge des frais de santé pour le régime obligatoire dont elles relèvent du fait de cette pension ou rente.
- pour les invalides de guerre et sapeurs-pompiers volontaires s’ils ne sont pas déjà couverts, par les organismes chargés de la gestion du régime général de la sécurité sociale ;
- pour les personnes qui n'exercent pas d'activité professionnelle s’ils ne sont pas déjà couverts :
  - par les organismes chargés de la gestion du régime dont elles relevaient, pour la prise en charge de leurs frais de santé au titre de l'activité professionnelle exercée la plus récente, si celles-ci ont déjà exercé une activité professionnelle ;
  - par les organismes chargés de la gestion du régime général de sécurité sociale si celles-ci n'ont jamais exercé une activité professionnelle. Le présent alinéa s'applique également aux personnes autres que les titulaires des pensions, rentes ou allocations.
- pour les enfants jusqu'au mois au cours duquel ils atteignent l'âge de 24 ans, par les organismes chargés de la gestion du régime du ou des assurés auxquels l'enfant est ou était rattaché ou à défaut, par les organismes chargés de la gestion du régime général de sécurité sociale[18].

Pour les étrangers en situation irrégulière et sans ressources, un autre dispositif existe également : l'Aide médicale d'Etat (AME).

## Assujettissement à cotisation des revenus du patrimoine
Comme pour la CMU de base, une cotisation de 8 % appelée « cotisation maladie subsidiaire » (surnommée aussi « taxe des rentiers ») est demandée aux affiliés à la PUMa sur les revenus du capital excédant 25 % du plafond annuel de la sécurité sociale (soit 9 807 € en 2017). Les revenus pris en compte sont les revenus non professionnels, mais aussi les éléments de train de vie comme les avantages en nature. En l'absence de fourniture d'éléments probants, les bénéficiaires peuvent être taxés à titre provisoire sur des revenus fixés forfaitairement à 5 fois le plafond annuel de la sécurité sociale (soit 196 140 € en 2017),.
Sont exclus de cette cotisation :
- les étudiants ;
- les pensionnés et leurs conjoints ou partenaires de PACS ;
- les assurés et leurs conjoints ou partenaires de PACS ayant une activité professionnelle leur procurant un revenu d'au moins 10 % du plafond annuel de la sécurité sociale (soit 3 923 € en 2017).

Un mécanisme de décote, atténuant les effets de seuil, est mis en place pour les revenus professionnels compris entre 5 et 10 % du plafond annuel de la sécurité sociale.
La cotisation est recouvrée vers la fin de l'année suivant l'année de perception des revenus.

## Difficultés d'accès aux soins
Selon une enquête de Médecins du monde de 2006, 14 % des médecins déclaraient alors refuser de recevoir des patients CMU et CMU-C, les médecins en secteurs 2 ne pouvant pas pratiquer de dépassements d'honoraires pour ces patients. En 2008, la ministre de la santé Roselyne Bachelot a annoncé des mesures visant à les obliger à respecter la loi. De fait, depuis la loi HPST du 21 juillet 2009 la discrimination contre les patients en CMU et CMU-C est interdite.
Selon un test de 2009, 22 % des spécialistes de secteur 2 (secteur à honoraires libres) refuseraient les assurés en CMU et CMU-C. L'expérience a consisté à demander par téléphone un rendez-vous auprès de 466 spécialistes de secteur 2, en précisant bénéficier de la couverture maladie universelle complémentaire (CMU-C). Le taux de refus était nul chez les pneumologues et a atteint 41 % chez les psychiatres. Les médecins de secteur 1 (tarif Sécu, dont la quasi-totalité des généralistes) n'ont pas été testés.

## Non-recours
La PUMa vise à simplifier les démarches des demandeurs. Jusque-là, avec la CMU, ils devaient effectivement constituer un dossier assez important avec de nombreux formulaires administratifs à compléter. Si l'introduction de la PUMa a probablement diminué le non-recours, L’arrivée de la PUMa et des modifications associées pourrait conduire à une baisse du non-recours en théorie. Cependant, le bilan économique 2017 – Ile de France de l’INSEE permet de constater qu’en moyenne 30 à 35% des bénéficiaires du RSA socle ne sont pas couverts par la protection universelle maladie, à laquelle ils ont pourtant automatiquement droit sur simple formulaire de demande. Le rapport d’activité 2018 du fonds de financement de la protection complémentaire de la couverture universelle du risque maladie insiste sur la diminution de la proportion d'allocataires bénéficiaires de la PUMa.

### Causes éventuelles du non-recours
D’après Dewez Annick de , la dématérialisation d’un grand nombre de formulaire de demande et l’omniprésence des démarches en ligne génèrent du non-recours parmi les personnes en situation de précarité ou de fracture numérique. Les individus se résignent alors face aux obstacles rencontrés lors de la formulation de demande en ligne. D’ailleurs, en période de crise sanitaire dû au COVID-19, la dématérialisation devient quasi omniprésente et ses effets se massifient. Le dossier réalisé par le Pôle protection sociale et cohésion sociale en 2018 précise par ailleurs que les étrangers sont surexposés au non-recours en raison de leur situation de précarité et leur ignorance des démarches administratives.
L’Observatoire des inégalités a souligné que certains ayants droit de la CMU n'y recourent pas pour éviter le stigmate d'« assisté ». Même si la PUMa a remplacé la CMU, le principe demeure équivalent. D'ailleurs, une grande partie des bénéficiaires continue d'employer l’acronyme CMU[réf. nécessaire].